# Ischémie mésentérique
L'ischémie mésentérique (ou ischémie intestinale) est la conséquence de l'obstruction d'une artère à destinée digestive. Elle peut être aiguë et se compliquer d'un infarctus (gangrène de l'intestin), ou chronique (angor mésentérique).

## Rappel anatomique
L'intestin est irrigué par trois artères naissant à la partie antérieure de l'aorte abdominale :
- le tronc cœliaque dont les branches vascularisent l'estomac, le duodénum, la rate, le foie et le pancréas ;
- l'artère mésentérique supérieure vascularisant l'intestin grêle et la partie droite du côlon ;
- l'artère mésentérique inférieure vascularisant la partie gauche du côlon.

L'ischémie mésentérique est la conséquence d'une atteinte de l'une ou plusieurs de ces artères.
Plus rarement, elle peut être secondaire à l'occlusion des veines mésentériques ou à un spasme vasculaire sans occlusion (ischémie non occlusive).

## Causes
L'obstruction vasculaire est généralement secondaire à de l'athérome vasculaire, avec les mêmes facteurs de risque cardiovasculaire ou cérébral : âge, hérédité, tabagisme, hypertension artérielle, diabète sucré et hypercholestérolémie. Il existe cependant une prépondérance de cas féminins.
L'obstruction de l'artère peut être également secondaire à une embolie, pouvant être d'origine cardiaque (arythmie par fibrillation auriculaire par exemple).
D'autres causes, plus rares, sont possibles : fibrodysplasie, vascularites...

## Manifestations
Certains rétrécissements (sténoses) des artères digestives peuvent être asymptomatiques, le patient ne se plaignant de rien, la lésion vasculaire étant découverte lors d'un examen systématique (par exemple lors du bilan d'un anévrisme de l'aorte abdominale).
Dans sa forme chronique, l'ischémie mésentérique peut se manifester par un angor mésentérique caractérisé par la survenue de douleurs abdominales après chaque repas, conduisant généralement à un amaigrissement.
Dans sa forme aiguë, l'ischémie mésentérique est une urgence vitale qui progresse rapidement vers un infarctus mésentérique (gangrène de l'intestin) aboutissant au décès en quelques heures ou jours.

## Diagnostic positif
Le diagnostic repose sur la visualisation d'une obstruction des vaisseaux digestifs responsable de la douleur abdominale. L'obstruction des vaisseaux n'est pas toujours visible en échographie et nécessite généralement la réalisation d'un scanner avec injection d'un produit de contraste (angioscanner). Elles peuvent être également visualisées par IRM. En 2016 il n'existe pas de marqueur biologique permettant le diagnostic. Les endoscopies digestives (fibroscopie, coloscopie) ne détectent généralement pas le diagnostic.

## Diagnostic différentiel
Les douleurs abdominales périombilicales aiguës peuvent être dues à d'autres étiologies, qu'il ne faut pas méconnaître parce que ce sont également d'authentiques urgences vitales : en premier lieu, la PASH (pancréatite aiguë hémorragique), qui impose l'hospitalisation en chirurgie. Elle est confirmée par l'échographie abdominale et par la biologie, de même que par le contexte fréquent d'une imprégnation éthylique chronique (gammaGT très augmentées) mais pas seulement. Il s'agit d'une auto-digestion du pancréas consécutive à une rétention du suc pancréatique à l'intérieur de la glande, dont l'évacuation se fait de plus en plus mal par un canal de Wirsung sténosé en aval ou verrouillé par une compression extrinsèque de proximité : hépatomégalie, cirrhose, ascite, plus rarement lithiase atypique... Une cœlioscopie, effectuée après un bilan de débrouillage et avec certaines précautions obligatoires, peut être justifiée, qui montre à l'évidence l'existence ou non de cette compression avec ou sans lithiase.
En second lieu, la douleur périombilicale peut relever d'un volvulus de l'intestin grêle (purement mécanique : torsion d'une anse intestinale irréversible si l'on n'intervient pas rapidement). qui se traduit parallèlement par un trouble du transit intestinal à type d'occlusion, et s'accompagne alors de vomissements, l'ensemble étant confirmé par la pratique en urgence d'un ASP (Rx de l'abdomen sans préparation : présence de niveaux hydro-aériques au niveau du cadre duodénal), complété éventuellement par une échographie, voire une IRM.
Plus rares sont les hernies ombilicales frustes en voie d'étranglement, plutôt chez les sujets âgés. Parfois un cancer du pancréas. Autres possibilités : contractions prématurées chez une femme enceinte.

## Traitement
L'ischémie mésentérique est une urgence vitale. L'urgence est de rétablir un flux sanguin à l'intestin en souffrance. L'obstruction du vaisseau digestif peut être levée par angioplastie (avec éventuelle pose d'un stent) ou par chirurgie vasculaire. L'intestin gangréné nécessite une chirurgie de résection digestive. Si le diagnostic et la désobstruction vasculaire ont été suffisamment rapides et efficaces, l'intestin peut cicatriser totalement.
La lutte contre les facteurs de risque cardiovasculaires est essentielle et un bilan systématique doit être fait pour rechercher d'autres localisations de l'athérome.